# Pete Latzo
Pete Latzo (właśc. Peter Latzo, ur. 1 sierpnia 1902 w Colerain, zm. 7 lipca 1968 w Atlantic City) – amerykański bokser, zawodowy mistrz świata kategorii półśredniej.
Rozpoczął karierę boksera zawodowego w 1919. Stopniowo zdobywał uznanie jako pięściarz w kategorii półśredniej. W 1922 stoczył walkę no decision z Dave'em Shade'em, którą zdaniem prasy wygrał. 22 marca 1923 w Newark otrzymał szansę walki o tytuł mistrza świata w wadze półśredniej w formule no decision, ale obrońca tytułu Mickey Walker zdecydowanie w niej przeważał.
W 1924 Latzo zremisował z Shade'em, a 20 maja 1926 w Scranton otrzymał ponowną szansę walki z Mickeyem Walkerem o tytuł mistrza świata  w wadze półśredniej. Tym razem Latzo niespodziewanie zwyciężył po 10 rundach na punkty i został nowym mistrzem świata. Obronił nowo zdobyty tytuł wygrywając 9 lipca tego roku w nowym Jorku z George'em Levine'em wskutek dyskwalifikacji za zbyt niski cios, ale następna obrona nie była już udana, ponieważ 3 czerwca 1927 w Nowym Jorku Joe Dundee pokonał Latzo na punkty.

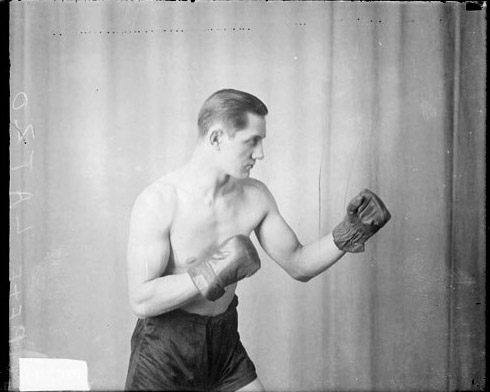

Po tej walce Latzo przeniósł się do wyższej kategorii wagowej. Po wygraniu kilku walk poniósł porażkę 30 września 1927 z byłym mistrzem świata w wadze średniej Tigerem Flowersem (było to na półtora miesiąca przed tragiczną śmiercią Flowersa), a następnie przegrał i wygrał z Maxie Rosenbloomem.
1 czerwca 1928 w Nowym Jorku spróbował odebrać tytuł mistrza świata w wadze półciężkiej Tommy'emu Loughranowi, ale przegrał na punkty po 15 rundach. podobnie zakończyła się kolejna próba zdobycia mistrzostwa świata. Loughran zwyciężył 16 lipca 1928 w Wilkes-Barre po 10 rundach na punkty. Latzo przegrał na punkty 17 października tego roku z Jamesem Braddockiem, a w maju 1930 stoczył walkę no contest z Jimmym Slatterym. Kontynuował karierę do 1934, ale coraz częściej przegrywał.
Zmarł w 1968 w wieku 66 lat. Został wybrany do Bokserskiej Galerii Sławy stanu New Jersey.